# 夜の乗合自動車
『夜の乗合自動車』（よるののりあいじどうしゃ、You Can't Run Away from It）は1956年のアメリカ合衆国のミュージカルコメディ映画。
1934年の映画『或る夜の出来事』をミュージカル要素を加えてリメイクした作品。ディック・パウエルが監督とプロデュースを兼任し、ジューン・アリソンとジャック・レモンが主演した。

## キャスト
※括弧内は日本語吹替（テレビ版）
- エレン・アンドリューズ：ジューン・アリソン
- ピーター・ワーン：ジャック・レモン（愛川欽也）
- A・A・アンドリュース：チャールズ・ビックフォード
- ジョージ・シャペリー：ポール・ギルバート
- ダンカー：ジム・バッカス
- フレッド・トテン：スタッビー・ケイ
- ジョー：アリン・ジョスリン

## スタッフ
- 監督・製作：ディック・パウエル
- 原作：サミュエル・H・アダムズ
- 脚本：クロード・ビニヨン、ロバート・リスキン
- 撮影：チャールズ・ロートン・Jr
- 編集：アル・クラーク
- 音楽監修：モリス・W・ストロフ
- 作詞：ジョニー・マーサー
- 作曲：ジーン・デ・ポール
- 音楽：ジョージ・ダニング